# Jonathon King
Pour les articles homonymes, voir King.
Jonathon King, parfois écrit Jonathan King pour certaines traductions françaises, né en 1967, est un écrivain et journaliste américain, auteur de roman policier.

## Biographie
En 2002, il publie son premier roman The Blue Edge of Midnight pour lequel il est lauréat du prix Edgar-Allan-Poe 2003 du meilleur premier roman.

## Œuvre

### Romans

#### SérieMax Freeman
- The Blue Edge of Midnight (2002)
  - La Proie du remords, Éditions de l'Archipel, coll. « Thriller » (2004)  (ISBN 2-84187-586-5), réédition Le Grand Livre du mois (2004)  (ISBN 2-7028-9729-0), réédition LGF, coll. « Le Livre de poche » no 37216 (2007)  (ISBN 978-225311303-4)
- A Visible Darkness (2003)
  - La Voix des oubliés, Éditions de l'Archipel, coll. « Thriller » (2006)  (ISBN 978-2-84187-848-2), réédition Éditions de l'Archipel, coll. « Archipoche » no 174 (2011)  (ISBN 978-2-35287-219-1)
- Shadow Men (2004)
- A Killing Night (2005)
- Acts of Nature (2007)
- Midnight Guardians (2010)
- Don't Lose Her (2015)

#### Autres romans
- Eye of Vengeance (2006)
- The Styx (2009)

### Nouvelle
- The Burning of the Styx (2005)

## Prix et distinctions

### Prix
- Prix Edgar-Allan-Poe 2003 du meilleur premier roman pour The Blue Edge of Midnight[1]

### Nominations
- Prix Anthony 2003 du meilleur premier roman pour The Blue Edge of Midnight[2]
- Barry Award 2003 du meilleur premier roman The Blue Edge of Midnight[3]
- Prix Macavity 2003 du meilleur premier roman pour The Blue Edge of Midnight[4]
- Prix Shamus 2004 du meilleur roman pour A Visible Darkness[5]